# Fever (The Black Keys)
Fever è un singolo del gruppo musicale statunitense The Black Keys, pubblicato il 24 marzo 2014 come primo estratto dall'ottavo album in studio Turn Blue.

## Descrizione
Il brano è stato scritto da Dan Auerbach, Patrick Carney e Brian Burton ed è stato prodotto da Danger Mouse e dagli stessi Black Keys.

## Successo commerciale
Il singolo ha raggiunto il primo posto della US Rock Airplay, della US Adult Alternative Songs e della US Alternative Songs di Billboard.